# Ron Carpenter
Ron Carpenter was voor een korte periode de drummer van de Australische hardrockband AC/DC. Hij verving in februari 1974 de originele drummer Colin Burgess en de bezetting was op dat moment: Angus Young (leadgitarist), Malcolm Young (rhythmgitarist), Dave Evans (leadzanger) en Neil Smith (basgitarist). In deze tijd had de band geen vaste basgitarist en drummer en Ron Carpenter werd al snel weer vervangen door Russell Coleman. Voordat Ron Carpenter bij AC/DC kwam heeft hij bij de band Bogislav gespeeld.
Ron Carpenter werd geboren in een muzikale familie. Van zijn moeder leerde hij de piano bespelen en van zijn vader, een saxofonist, leerde hij drummen. Andere instrumenten leerde hij bespelen tijdens zijn muziekcarrière. Op school kreeg Ron interesse in computers en synthesizers. In zijn verdere leven heeft hij in verschillende bands gespeeld en gewerkt in de elektronische kant van muziek (vooral met luidsprekers).

## Voetnoten
1. ↑  (en) Leden van AC/DC
2. ↑  (en) Ron Carpenter in de band Bagislav
3. ↑  (en) interview met Ron Carpenter